# 米国会計基準
米国会計基準（べいこくかいけいきじゅん）とは、アメリカ合衆国の財務会計に使用される規則集であり、米国版の「Generally Accepted Accounting Principles」（一般に認められた会計原則）である。略してUS-GAAPや単にGAAP（ギャープ、ギァープ、ガープ）と表記されたり呼ばれることが多い (日本の企業会計原則は、JA-GAAPと略称されることもある)。米国の証券市場に上場するには必ず米国会計基準に準拠した財務諸表を作成・公表しなければならず、これに関わる米国公認会計士（US-CPA）や企業経営者、会計責任者はこの法令違反によって刑事や民事の責任を問われることがある。

## 概要
この会計規則集は、アメリカ合衆国国内での、公的企業、私企業、非営利企業、政府を含む広範な事業体に対する財務諸表の作成準備から作成過程、その報告段階で用いられる。一般にGAAPは、会計法、規則集、会計基準に関係し、地方に適用される会計の骨組みを含む。
慣習法システムを用いている他の多くの国と同様に、民間部門の方がより熟知しており、手段も持ち合わせていると信じられていて、合衆国政府は直接的な会計基準を持っていない。
US-GAAPは明文法ではなく、合衆国証券取引委員会（Securities and Exchange Commission、SEC）は上場企業はこれに沿って会計報告がなされなければならないとしている。現在、財務会計基準審議会（Financial Accounting Standards Board、FASB）が私的企業、非営利団体に関係するGAAPを作り出す上での最上級の権威機関である。地方と州の政府では、GAAPは私企業環境の標準とは異なる、前提、原則、制約の下で影響を及ぼす政府会計基準審議会（Governmental Accounting Standards Board、GASB）によって決定される。連邦政府各機関の会計報告は連邦会計基準諮問審議会（Federal Accounting Standards Advisory Board、FASAB）によって規定される。
US-GAAPは、国際財務報告基準（International Financial Reporting Standards, IFRS）とは少し異なるため、現在、これらのルールの統合に向けた取り組みがなされているが、国際基準に則った財務報告書は米国で有効かどうか考慮されなければならない。
現在のGAAPが多種多様な文書中にさまざまな条文やコメントの形で分散して存在しているものを、FASBが中心となり、「GAAP Codification」と呼ばれる1つの文書にまとめる計画が進行しており、すでに2008年1月に基本案が提示され、1年間の関係者からの修正意見などを経た後の2009年1月には、公式に確定した文書の完成を目指している。

## 分類
US-GAAPは多くの関連文書から構成されており、1つのルールの裏づけもあちこちの文書に当らなければならない。それでも基本的な会計ルールについては明確に規定されているが、特殊なケースでは適用すべきルールが相反する場合があるなどするために、主に信頼度によって階層化と分類が行なわれて、運用に支障が生じないようになっている。
米国公認会計士協会（AICPA）が1992年に発行した監査基準書（Statement on Audinting Standards、SAS）第69号上のUS GAAPの定義では、以下の4つに分類されている。
- a. AICPAの機関が指定した組織が公表したもの： FASB（Financial Accounting Standards Board、財務会計基準審議会）基準書、FASB解釈指針、APB（Accounting Principles Board）意見書、ARB（Accounting Research Bulletin、会計研究公報）
- b. 会計専門家の団体により発表され、(a.)の機関により承認（Clear）されたもの（公開審議、ドラフトの公開が前提）： FASB技術基準公報、AICPAの業種別監査・会計ガイド、AICPA意見書
- c. （a.）の機関及び会計専門家で構成された団体により発表され、（a.）の機関により承認されたもの（公開審議が前提）： AICPAの会計基準執行委員会の実務基準公報、新会計問題審議部会の合意事項
- d. 一般に認められている実務慣行、又は発表文： AICPAの解釈文、FASBスタッフ発行のQ&A、特定業務の実務慣行

a.からd.の順番で優先して適用される。これらでは記述されていない会計上の問題については、以下の文献が参考とされる。
- FASBの概念基準書（Statement of Financial Accounting Concepts[4], SFAC）
- AICPAの討議報告（Issue Paper）
- 国際財務報告基準（International Financial Reporting Standards、IFRS）
- 政府会計基準審議会（Governmental Accounting Standards Board）基準書
- 他の専門家協会や監督官庁の公式見解
- AICPAの専門的実務手引（Technical Practice Aids）

など。
以下に4つのカテゴリを図示する。
|                                   | 4つのカテゴリ                                                             |                                                                             |                                                                             |                                                                           |
| カテゴリ A （最も信頼されるもの） | FASB基準書（FASB Standards）、FASB解釈指針（FASB Interpretations）        | APB意見書（Accounting Principles Board Opinions）                           | APB意見書（Accounting Principles Board Opinions）                           | AICPA 会計研究公報（ARBs、AICPA Accounting Research Bulletins）           |
| カテゴリ B                        | FASB技術基準公報（FASB Technical Bulletins）                              | AICPAの業種別監査・会計ガイド（AICPA Industry Audit and Accounting Guides） | AICPAの業種別監査・会計ガイド（AICPA Industry Audit and Accounting Guides） | AICPA意見書（AICPA Statements of Position 、SOPs）                        |
| カテゴリ C                        | FASB新会計問題審議部会の合意事項（FASB Emerging Issues Task Force、EITF） | FASB新会計問題審議部会の合意事項（FASB Emerging Issues Task Force、EITF）   | AICPAの会計基準執行委員会の実務基準公報（AICPA AcSEC Practice Bulletins）   | AICPAの会計基準執行委員会の実務基準公報（AICPA AcSEC Practice Bulletins） |
| カテゴリ D （最下位の信頼度）     | AICPAの解釈文（AICPA Accounting Interpretations）                         | FASBスタッフ発行のQ&A（FASB Implementation Guides (Q and A)）               | FASBスタッフ発行のQ&A（FASB Implementation Guides (Q and A)）               | 広く認められ行き渡った業界の実務                                          |

カテゴリ AとBは信頼され、カテゴリ CとDは興味深く特異なケースではわずかに信頼されるものの、重要な案件では全幅の信頼が寄せられるものではない。カテゴリ CとDは、GAAPの信頼できるレベルにまで上げられる問題が話し合われ結論が導かれる途上にあるといえる。
FASBは、上記a.-d.分類の多くの基準書や意見書等で構成される現在のUS GAAPを整理するためにこれらを50の分野に分けて、2008年1月よりWeb上で新たな「FASB Standards Condification」の原案を公開し、1年後には承認することにしている。

### GAAPの家
上記の4つのカテゴリは元々は「GAAPの家コンセプト」という表現で、スティーブン・ルービンが「ジャーナル・オブ・アカウンタンシー」の1984年6月号に書いた記事に由来し、GAAPを4つの階層に分類して図示したものは、US GAAPを構成する多種の意見・標準・同種の文書類の階層を明示するのに度々用いられている。

## 歴史
- 1938年　AICPAが会計手続委員会（Committee on Accounting Procedures）が開設
- 1953年　会計研究公報（Accounting Research Bulletine, ARB）第43号の発表
- 1959年　会計手続委員会の解散と、会計原則委員会（Accounting Principles Board, APB）が開設
- 1972年　財務会計基準審議会（Financial Accounting Standards Board, FASB）の開設

監査に携わる者達は企業でのGAAPを発展させる役割を主導した。
2008年頃にFASBは、US GAAPの数千にも及ぶ意見を再構築して、およそ90程の意見をまとめた「FASB Accounting Standards Codification」を発行した。

## 基本的目標
財務諸表は以下の情報を提供する。
- 潜在的な投資家と債権者、他の利用者へ合理的な投資（Investment）や貸付、その他の金融上の意思決定の利用に供する
- 潜在的な投資家と債権者、他の利用者へ資金収支（Cashflow）の合計額や時期、不確定要因に関して判断の助けになるもの
- （企業の）資産、負債、資本、およびそれらの増減に関するもの

## 基本概念
基本的目標と基礎的な品質を達成するために、GAAPは4つの基本的前提、4つの基本的原則、4つの基本的制約を持つ。

### 基本的前提
(Assumptions)
- 企業に関する会計であること。個人の会計や他の企業の会計とは分離される。
- 継続性があること。事業が無期限に継続されることを前提にすることで、資産の計上、減価償却、償却に関するさまざまな手法が有効となる。企業整理の場合にのみこの前提は除外される。
- 金銭主義であり、貨幣価値で計量出来るもののみを扱う。FASBではインフレであっても修正することなく、記録される金銭単位としてUSドルの額面価値を採用する。
- 時間－期間の原則により、必然的に企業の経済活動は社会的な時間で区切られる

### 基本的原則
(Principles)
- コスト原則により、資産と負債については公正市場価格ではなく取得コストに基づいて計算し報告することが、企業に求められる。この原理は（主観的で偏った市場価格をもたらす機会を排除することで）信頼できる情報を与えるが、今日ではそれほど意味を持たなくなっている。結局、公正価格を使うのが一般的であり、なにより負債や有価証券などは現在では市場価格で報告される。
- 収益原則に基づき、企業は収益の記録に関して以下のルールに従う。

1. 実現や実現可能になった時点を使う。
2. 現金受領時点ではなく販売やサービスを完了したことで支払いを受ける権利が発生した時点（稼得時点）を使う。

このような会計方法は発生主義会計と呼ばれる。
- 費用収益対応の原則によって、費用は可能な限り収益と対応させて扱われる。費用は、作業が完了したり製品が完成した時点ではなく、作業や製品が実際の収益に結びついた時に初めて認識される。収益に結びつかなかったコストに限り、当期の費用として計上することが（例えば、事務給与やその他の管理的な費用など）許される場合がある。この原則は（収益を得るのに幾ら掛かったのかを示すことで）実際の収益性と効率をより正しく評価することを目的としている。減価償却と売上原価はこの原理の適用を示す良い例である。
- 開示原理によって、開示される数値や情報の種類は、情報に掛かるコストよりも用意して利用する利便の方が上回るように正しく損得勘定を行なわれる必要がある。情報は合理的なコストの範囲内で判断され、十分に広く開示される。情報は財務報告書やその注記、添付資料においての本体として提供される。

### 基本的制約
(Constraints)
- 客観性の原則 (Objectivity principle) ：会計士が作る企業の財務報告書は客観的な証拠に基づいて構成される。
- 重要性の原則 (Materiality principle) ：報告書に記載される時には、1つ1つの項目の重大性が考慮される。各々個別の理由に基づいて判断されて、1つの項目の重大性が考慮される。
- 継続性の原則 (Consistency principle) ：会計方針が合理的な理由も無く毎会計年度ごとに頻繁に変更されることは許されず、各期を通じた事業成績の変化が財務報告書の一覧によって容易に取得出来るように努められる。
- 慎重の原則 (Prudent principle) または保守主義の原則 (Conservative principle) ：2つの選択肢がある場合は、資産と収入が過大評価されない方や負債と損失が過小評価されない方を常に選ぶ。具体的には、負債と損失はある程度の確実性があれば当期に記載されるべきものとなり、資産と収入は確実とならない限りは当期に記載してはいけない。

## その他の原則
- 目的適合性（Relevance）：財務報告書の利用者が得る情報によって意思決定に影響を及ぼし決定に違いが出るほどならば、それは目的適合性があるといえる。それには将来予測、過去の決定に対する正誤判断の確認が含まれ、また、利用者が必要とする適時に情報が提供される必要がある。
- 信頼性（Reliability）：誤りや偏見がなく、検証が可能であり、内容と表現が一貫している。
- 比較可能性（Comparability）：複数企業間の財務報告書を並べることで簡単に業績の優劣や類似点、相違点が比較出来る。
- 即時認識（Immediate recognition）：発生した費用は直ちに認識され、その期の内に記録される。

## GAAPからの逸脱行為
米国公認会計士の組合であるAICPAの職業倫理規定 203条 「会計原則」によって、「会員は財務報告書上での重大な誤表記を起こした場合や虚偽記載を行なった場合にはGAAPを脱会しなければならない」とされている。脱会の事実と共に、もし可能ならば、会計原則に則って見た場合にどうしてそれが虚偽記載となるのかが公表される。実際には、203条-1 「確立された会計原則からの逸脱」の適用によって脱会を余儀なくされるケースはあまりないが、新しい法律や新たな売買取引の書式、滅多に無い重要性に関する場合や業界特有の商習慣との衝突などではよく起きている。

## GAAPの策定
以下の組織がUS-GAAPの策定において影響を与えている。
- 合衆国証券取引委員会（United States Securities and Exchange Commission、US-SEC）
証券取引委員会は世界恐慌をきっかけとして設立された。当時は会計基準の体系が整えられてはいなかった。証券取引委員会は、私企業業界の方が適切な知識と人材、能力を備えていると信じ、AICPAと後のFASBを通じて私企業基準の主要部の確立を奨めた。証券取引委員会はさまざまな私的組織と緊密に作業を行ったがGAAPは完成しなかった。
規則 S-X によって財務情報に関して規定しており、財務諸表に記載すべき情報を規定した日本での「財務諸表規則」に当る。また、規則 S-K によって非財務情報を規定している。

財務報告通牒（Financial Reporting Release, FRR）によって財務報告に関するSECの見解を示し、スタッフ会計公告（Staff Accounting Bulletine, SAB）によって会計に関するSECの解釈を伝えている。
- 米国公認会計士協会（American Institute of Certified Public Accountants、AICPA）
- 財務会計基準審議会（Financial Accounting Standards Board、FASB）
- 政府会計基準審議会（Governmental Accounting Standards Board、GASB）
- その他の影響力を持つ組織
  - アメリカ会計学会（American Accounting Association, AAA）
  - 米国管理会計人協会（Institute of Management Accountants, IMA）
  - 財務担当経営者協会（Financial Executives Institute, FEI）
  - 政府会計担当者協会（Government Finance Officer's Association, GFOA）

## GAAP設立のより上位の権威機関
合衆国では、GAAPは重要度に応じて以下の機関から支援を受けている。
1. 発行物はAICPAの審議会より指名された正式会員の手で発行されている。（例えばFASB公告書（FASB Statements）、AICPA意見書（AICPA Opinions）、AICPA 会計研究公報（AICPA Accounting Research Bulletins）等である。）

1. その他のAICPAが発行するもの。AICPA業種別ガイド
2. 業種別慣行 そして
3. 書籍や記事の形での会計に関する短い文章。

## 他国との関係
日本の有価証券取引法（金融商品取引法）では日本の企業が子会社を米国証券市場に上場することでSECに認められた様式20-Fを提出している場合には、「特例」として子会社の財務諸表として米国基準の連結財務諸表を日本での有価証券報告書に含めることが認められている。2002年からは米国証券市場に上場していなくても、SECに登録し様式20-Fを提出している場合には、米国式連結財務諸表を日本での有価証券報告書に含めることが認められている。
EUでは2008年12月31日までは、米国基準（とカナダ基準、日本基準も同様）がEUの会計基準であるIFRSへ書き換えなしに会計報告に使用できる。
国際財務報告基準を参照。

## 米国の会計年度
日本では4月1日からの1年間が一般的な会計年度となっているが、米国では特に断らない限りは、1月1日から12月31日までを1会計年度として扱うのが普通である。ただ、これは拘束されたものではなく、会計年度の期間が明記されていれば、いつからの1年間であってもかまわない。

## 米国の基本財務諸表
米国の基本財務諸表（年次報告書、Annual report）は以下の7種類の文書から構成され、全てが必要とされる。
- 貸借対照表
- 損益計算書
- 余剰金計算書、または株主持分計算書（Statement of retained earnings or changes in shareholders' equity）
- キャッシュ・フロー計算書
- 会計方針の記述（Description of accunting policies）
- 財務諸表注記（Notes of financial statements）
- 付属明細書および説明資料（Schedules and explanatory material）

日本での財務諸表に比べて、特に財務諸表注記の内容が充実している。
上場市場によっては各市場ごとのルールとして、1年間（Annual）の財務諸表による報告とは別に、半年ごと（Semiannually）や四半期ごと（Quarterly）での財務諸表（Financial statement）による報告が求められる。
特にUS-SECがSAB99で示した解釈によって、監査人が発見した証券取引法違反などの違法行為に対して通知義務があるとされている。
多年度表示での順序が日本では右側に古い年度が来るが、米国では左側に古い年度が来るように規定が変更されたために、現在では逆順になっている。
米国ではマイナス表示は数値全体を（カッコ）でくくることが多いが、特に規定されている訳ではなく、"－"で示しても構わない。

## 関連法
- 1933年証券法（Securities Act of 1933）
- 1934年証券取引法（Securities Exchange Act of 1934）
- 企業改革法（Sarbanes-Oxley Act of 2002）